# Gabrc
Gabrc este o localitate din comuna Sveti Jurij ob Ščavnici, Slovenia, cu o populație de 20 de locuitori.